# Arthur Wegner
Arthur Otto Rudolf Wegner (* 25. Februar 1900 in Berlin; † 29. Juni 1989 in Halle) war ein deutscher Jurist und Hochschullehrer an den Universitäten in Breslau, Halle/Saale bis 1937 und nach Rückkehr aus der Emigration in Großbritannien bzw. Internierung in Kanada 1945 lehrte er in Hamburg, Kiel sowie Münster – dort war er ab 1958 Direktor des Instituts für Kirchenrecht – und wurde 1963 nach Übersiedlung in die DDR Rechtsprofessor an der Martin-Luther-Universität Halle-Wittenberg.

## Leben
Arthur Wegner wurde als Sohn des Berliner Tischlers und späteren Tischlermeisters Robert Wegner (1875–1942) und seiner Ehefrau Auguste Wegner († 1933) geboren. Sein Vater kam aus Pommern von der Ostseeküste und seine Mutter aus Niederschlesien. Er stammte aus einer „tief frommen, armen Familie“ und er wuchs im Norden und Osten Berlins auf. Konfirmiert wurde er in der Segenskirche in Berlin-Prenzlauer Berg von dem damals dort tätigen Pfarrer Richard Wieck (* 1869), der aus einem Potsdamer Tischlermeister-Haushalt kam. Bevor Wegner 1918 Soldat wurde, besuchte er die Berliner Friedrichswerdersche Oberrealschule. Arthur Wegner holte 1919 nach Rückkehr aus dem Ersten Weltkrieg, wo er in einem Artillerieregiment von Juni bis Dezember 1918 Kriegsdienst leistete, das Abitur nach.

### Studium und Promotion
Er studierte in Berlin an der damaligen Friedrich-Wilhelms-Universität  Rechtswissenschaften und promovierte 1923 in Breslau mit einer staats- und rechtswissenschaftlichen Dissertation unter dem Titel Über Hochverrat. Historische und dogmatische Darstellung der Grundsätze des staatlichen jus puniendi gegenüber den Angriffen auf die Staatsverfassung. Anstelle von Eberhard Schmidt, der an die Universität Breslau berufen worden war, übernahm er dessen Assistentenstelle in Berlin bei Eduard Kohlrausch.

### Lehrtätigkeit an Universitäten
Im Jahre 1924 wurde Wegner Privatdozent an der Universität Hamburg, nachdem er zuvor als Assistent am Kriminalistischen Institut der Universität Berlin tätig war. An der Universität Breslau wurde er 1926 zum ordentlichen Professor für Straf- und Strafprozessrecht ernannt. Zuvor hatte er in Hamburg die Habilitations-Prüfung erfolgreich abgelegt. Im Jahre 1934 wurde er an die Universität Halle strafversetzt und zog nach Döhlau.
Er wurde wegen seiner jüdischen Ehefrau Anna Edith (1906–1963), geborene Prausnitz, die er 1927 als evangelisch Getaufte geheiratet hatte, im Jahre 1937 seines Amtes als Rechtsprofessor an der Universität Halle von den nationalsozialistischen Machthabern enthoben. Seine Frau – Tochter des 1933 emigrierten Mediziners Carl Prausnitz (1876–1963) – floh zusammen mit der gemeinsamen Tochter Anna Elisabeth (1928–1947) ebenfalls nach Großbritannien. Auf Grund des Paragraphen 6 des Berufsbeamtengesetzes wurde Wegner formell am 11. Juni 1937 mit Wirkung ab 30. September desselben Jahres in den Ruhestand versetzt. In der Folgezeit verhaftete ihn die Gestapo auf Grund von Denunziationen und er wurde nach dem so genannten Heimtückegesetz angeklagt. Im Strafverfahren waren seine Verteidiger Eduard Kohlrausch und Helmuth James Graf von Moltke.  Er zog von Halle nach Potsdam. Um sich beruflich umzuorientieren, besuchte er von dort aus das Seminar der Berliner Mission und hatte die Absicht, mit Unterstützung von Missionsdirektor Siegfried Knak am 1837 gegründeten Madras Christian Colleg in Tambaram, Süd-Indien, als Hochschullehrer zu wirken und zugleich ordinierter Missionar zu werden.
Nach Einstellung aller Verfahren emigrierte Wegner Ende 1938 von seinem letzten Wohnsitz in Potsdam aus auch nach England zu seiner Familie und hielt sich ab 1940 in Kanada auf.

### Internierung in Kanada
In seiner kanadischen Gefangenschaft in Toronto, wo er als feindlicher Ausländer interniert worden war, arbeitete er in christlichen Lager-Gemeinden mit. Dort konnte er auf seine Kenntnisse und Erfahrungen als Mitglied der Bekennenden Kirche in Halle an der Saale, als Gast-Hospitant des missionarischen Seminars der Berliner Missionsgesellschaft unter Leitung von Siegfried Knak sowie als Student des Theologischen College der anglikanischen Kirche in Chichester zurückgreifen.

### Rückkehr nach Deutschland
Am Ende des Zweiten Weltkrieges kehrte er nach Deutschland zurück, während Frau und Tochter in England blieben. Er arbeitete zunächst in einer Hamburger Rechtsanwaltskanzlei. Danach übernahm er vertretungsweise Lehrstühle an den Universitäten in Hamburg und Kiel. Im Jahre 1946 erhielt er an der Universität Münster eine Professur für Kirchenrecht, Strafrecht, Völkerrecht und Rechtsphilosophie und wurde dort 1958 Direktor des Instituts für Kirchenrecht.
1959 folgte Wegner einer Einladung zu einer Tagung des Nationalrates der Nationalen Front in (Ost-)Berlin. Seine politischen Äußerungen dort wurden ihm in einem Disziplinarverfahren des nordrhein-westfälischen Kultusministers zur Last gelegt.

### Letzter Wohnsitz in Halle (Saale)
Im Oktober 1959 siedelte er in die DDR über und verlangte 1961 die Einstellung des gegen ihn gerichteten Verfahrens in einem Schreiben an den Oberstaatsanwalt Pottgießer von der Generalstaatsanwaltschaft am Oberlandesgericht Hamm. Bereits 1959 erklärte Wegner gegenüber der Tageszeitung Neue Zeit auf eine Frage nach eventueller Änderung seiner Grundeinstellung, dass er keineswegs seine konservative Lebensarbeit verleugne und der christliche Glaube nach wie vor im Mittelpunkt seines Lebens stehe. Er war ursprünglich evangelischer Christ und konvertierte 1942 zum Katholizismus. Im Juli 1963 beurteilte ihn der damalige Dekan der Juristischen Fakultät der Universität Halle Reintanz gegenüber der DDR-Regierung und verwies darauf, dass Wegners Schaffenszeit in der Weimarer Republik begann, als in der Geschichte ein „konservativer Zug hervortrat.“
In der DDR wurden „Vorbereitungen getroffen“, um Wegner „zum Professor mit Lehrstuhl für Geschichte des Strafrechts und [für] westdeutsches Strafrecht“ an der Universität Halle zu berufen. Es wurde festgelegt, das entsprechende Gehalt ab 1. November 1959 auf ein von Wegner einzurichtendes Konto in Halle direkt vom damaligen Staatssekretariat für Hoch- und Fachschulwesen zu überweisen. Der seit 1956 amtierende Dekan der Juristischen Fakultät, John Lekschas, wurde vorab über die „Unterbringung“ des Hochschullehrers und die „finanzielle Seite“ vertraulich eingeweiht, weil es „nicht für richtig gehalten“ wurde, dass die Gehaltszahlungsmodalitäten „an der Universität bekannt werden“.
Wegner wurde Professor mit Lehrstuhl für Strafrecht und Geschichte des Strafrechts an der juristischen Fakultät der Martin-Luther-Universität Halle-Wittenberg und gehörte als Ordinarius zum Institut für Strafrecht, dessen Direktor John Lekschas war und das seit 1962 unter kommissarischer Leitung von Hans Hinderer (1923–2006) stand. Hinderer wurde einer seiner Duzfreunde in Halle. Der Verfasser einer Geschichte des Völkerrechts, Wegner, war 1963 einer der vier Gutachter der gemeinsamen Habilitationsschrift von Gerhard Reintanz und Jörgen Haalck Der Rechtsstatus der Territorialgewässer im demokratischen Völkerrecht vom 14. November 1963. Die anderen Gutachter waren der Völkerrechtler Rudolf Arzinger (1922–1970), der Rechtshistoriker Rolf Lieberwirth (1920–2019) und der Professor mit Lehrauftrag an der Universität Rostock Osmar Spitzner (1924–1969).
Wegner wurde 1965 emeritiert. In einer Festveranstaltung ehrte die Juristische Fakultät der Martin-Luther-Universität Halle den Professor anlässlich seines 65. Geburtstages und der Dekan Willi Büchner-Uhder würdigte die Verdienste des Gelehrten als Wissenschaftler, Humanisten und Patrioten.
Zu Weihnachten desselben Jahres schrieb Wegner an den CDU-Chef in der DDR, Götting, neben den Wünschen zum Christfest, dass er in seinem „kleinen Leben … die Einheit von katholischem christlichen Glauben und Kommunismus zu verwirklichen (versuche)“.
Wegner lebte, bis zu seinem Tod mit 89 Jahren, als emeritierter Professor weiterhin in Halle (Saale). Seine letzte Ruhestätte fand er auf dem St. Gertrauden-Friedhof.

## Auszeichnungen
- Vaterländischer Verdienstorden in Bronze[28]
- Medaille für ausgezeichnete Leistungen 1964
- Ernst-Moritz-Arndt-Medaille, 1963[29]

## Werke (Auswahl)
- Kriminelles Unrecht, Staatsunrecht und Völkerrecht. 1925.
- Jugendrecht, 1929, Reprint 2012, ISBN 3-11-151642-3.
- Über die beiden Wurzeln der Selbstverwaltung und ihren Wert für die Strafrechtspflege. 1930.
- mit Heinrich Pohl[30]: Fälle und Fragen des Völkerrechts. 1930.
- Über Anerkennung im Völkerrecht. 1931.
- Einführung in die Rechtswissenschaft. Band 1. Aufbau des Rechtes. 1931.
- Geschichte des Völkerrechts. [Handbuch des Völkerrechts; Band 1, Abteilung 3]. 1936.
- Einführung in die Rechtswissenschaft. 1948; 2., erweiterte und verbesserte Auflage.
- Strafrecht. Allgemeiner Teil. 1951, DNB 455410232.
- Die Stellung der Einzelperson im gegenwärtigen Völkerrecht. 1953.
- Der König von Preussen, Heft 1. 1955, DNB 455410208.
- Der König von Preussen, Heft 2. 1958, DNB 455410224.
- Diener. Erzählung. 1958, DNB 455410186.
- An die Studenten! 1959, DNB 576895296.
- Wege in die Geschichte des Strafrechts. In: Willi Büchner-Uhder / Hans Spiller u. a. (Red.): Staat – Recht – Wirtschaft. Beiträge der Juristischen Fakultät der Martin-Luther-Universität Halle-Wittenberg, „Sonderheft der Wissenschaftlichen Zeitschrift“, Halle (Saale) 1964, S. 217–229; DNB 458790702.